# Ballads of a Hangman
Ballads of a Hangman è il quattordicesimo album in studio del gruppo musicale power metal tedesco Grave Digger, pubblicato nel 2009 dalla Napalm Records.

## Il disco
Questo è l'ultimo album che vede in formazione Manni Schmidt, ex-membro dei Rage. Ed è anche l'unico della band in cui sono presenti due chitarristi, l'altro è Thilo Hermann. Conosciuto anch'esso per aver fatto parte di un'altra band storica del genere: i Running Wild.

## Tracce
1. The Gallows Pole (Intro) – 0:52
2. Ballad of a Hangman – 4:47
3. Hell of Disillusion – 3:56
4. Sorrow of the Dead – 3:26
5. Grave Of The Addicted – 3:34
6. Lonely the Innocence Dies (ft. Veronica Freeman) – 5:45
7. Into the War – 3:32
8. The Shadow of Your Soul – 4:15
9. Funeral for a Fallen Angel – 4:32
10. Stormrider – 3:17
11. Pray – 3:37

## Formazione
- Chris Boltendahl - voce
- Manni Schmidt - chitarra
- Thilo Hermann - chitarra
- Jens Becker - basso
- Stefan Arnold - batteria
- Hans Peter Katzenburg - tastiere